# ウォルター・ジョーンズ (アメリカンフットボール)
ウォルター・ジョーンズ (Walter Jones Jr.,1974年1月19日 - ）は、アラバマ州アリスビル出身のアメリカンフットボールの元選手である。NFLでオフェンシブタックル（OT）として、シアトル・シーホークス一筋で13年間プレーした。
ジョーンズは、コミュニティ・カレッジで2シーズンプレーした後、フロリダ州立大学に転入した。大学3年生のシーズン、シュガーボウルを含めて12試合先発し、1サックしか許さない堅実なプレーでカンファレンスオールスターのセカンドチームに選出された。大学4年生には進学せず、アーリーエントリーで1997年のNFLドラフトに臨み、シアトル・シーホークスから1巡目全体6位で指名され、NFL入りした。
シーホークスで180試合の先発出場したジョーンズは、5,500回を超えるパスプレーに参加して、23被サック、ホールディング9回という卓越した成績を残した。2008年のサンクスギビングデーの試合で、膝に深刻な怪我を負い、そのシーズン残りと翌シーズンを棒に振った。2010年に復帰を目指したが叶わず、シーズン開幕前に引退を表明した。
2014年、ノミネート1年目でNFL殿堂入りした。
ジョーンズの背番号71は永久欠番になっている。